# Општина Диошти (Долж)
Диошти (рум. Dioşti) општина је у Румунији у округу Долж.
Oпштина се налази на надморској висини од 141 m.